# أكيهيرو ساتو (لاعب كرة قدم مواليد أغسطس 1986)
أكيهيرو ساتو (باليابانية: 佐藤 昭大) (مواليد 30 أغسطس 1986)، هو لاعب كرة قدم ياباني سابق كان يلعب كحارس مرمى.

## وصلات خارجية
- أكيهيرو ساتو (1986) على موقع رابطة كرة القدم اليابانية للمحترفين (اليابانية)
- أكيهيرو ساتو (1986) على موقع قاعدة بيانات كرة القدم.إي يو (الإنجليزية)
- أكيهيرو ساتو (1986) على موقع Soccerway.com (الإنجليزية)
- أكيهيرو ساتو (1986) على موقع عالم كرة القدم.نت (الإنجليزية)